# Ендікотт (Нью-Йорк)
Ендікотт (англ. Endicott) — селище (англ. village) в США, в окрузі Брум штату Нью-Йорк. Населення — 13 667 осіб (2020).

## Географія
Ендікотт розташований за координатами 42°5′51″ пн. ш. 76°3′48″ зх. д. / 42.09750° пн. ш. 76.06333° зх. д. (42.097489, -76.063376).  За даними Бюро перепису населення США в 2010 році селище мало площу 8,28 км², з яких 8,27 км² — суходіл та 0,01 км² — водойми.

## Демографія
Згідно з переписом 2010 року, у селищі мешкали 13 392 особи в 6058 домогосподарствах у складі 2994 родин. Густота населення становила 1617 осіб/км².  Було 6719 помешкань (811/км²).
Расовий склад населення:
| - 86,6 % — білих - 7,0 % — чорних або афроамериканців - 1,8 % — азіатів - 0,2 % — корінних американців - 0,1 % — вихідців з тихоокеанських островів - 1,0 % — осіб інших рас |

До двох чи більше рас належало 3,3 %. Частка іспаномовних становила 4,4 % від усіх жителів.
За віковим діапазоном населення розподілялося таким чином: 21,3 % — особи молодші 18 років, 62,8 % — особи у віці 18—64 років, 15,9 % — особи у віці 65 років та старші. Медіана віку мешканця становила 38,2 року. На 100 осіб жіночої статі у селищі припадало 93,4 чоловіків;  на 100 жінок у віці від 18 років та старших — 91,0 чоловіків також старших 18 років.
Середній дохід на одне домашнє господарство  становив 44 448 доларів США (медіана — 32 726), а середній дохід на одну сім'ю — 51 917 доларів (медіана — 39 736). Медіана доходів становила 36 865 доларів для чоловіків та 29 522 долари для жінок. За межею бідності перебувало 23,1 % осіб, у тому числі 35,3 % дітей у віці до 18 років та 12,6 % осіб у віці 65 років та старших.
Цивільне працевлаштоване населення становило 5843 особи. Основні галузі зайнятості: освіта, охорона здоров'я та соціальна допомога — 24,6 %, роздрібна торгівля — 17,2 %, мистецтво, розваги та відпочинок — 14,2 %, виробництво — 11,5 %.